# Чтыржокий, Йозеф
Йозеф Чтыржокий (чеш. Josef Čtyřoký; 30 сентября 1906, Смихов, Цислейтания — 11 января 1985, Прага) — чехословацкий футболист, игравший на позиции защитника.
Известен выступлениями за пражские клубы «Славия» и «Спарта», а также национальную сборную Чехословакии, в составе которой стал серебряным призёром Чемпионата мира 1934 года.

## Клубная карьера
Во взрослом футболе дебютировал в 1925 году выступлениями за клуб «Славия», в котором провел три сезона. В первом же сезоне стал чемпионом Чехословакии.
В течение 1928—1930 годов защищал цвета клуба «Кладно».
В 1930 году перешел в состав пражской «Спарты», за которую сыграл девять сезонов, в четырёх из которых команда выходила победителем национального первенства. В 1935 году стал в составе «Спарты» обладателем Кубка Митропы,, одного из первых европейских международных клубных трофеев.
Завершил профессиональную карьеру футболиста выступлениями за команду «Спарта» (Прага) в 1939 году.

## Выступления за сборную
В 1931 году дебютировал в официальных матчах в составе национальной сборной Чехословакии. В течение карьеры в национальной команде, которая длилась 8 лет, провел в её форме 42 матча. За это время трижды участвовал в составе сборной в розыгрыше Кубка Центральной Европы.
А в 1934 году был участником Чемпионата мира в Италии, на котором сборная Чехословакии выиграла «серебро», уступив лишь в дополнительное время финальной игры турнира команде-хозяев.
Умер 11 января 1985 года на 79-м году жизни.

## Титулы и достижения
- Чемпион Чехословакии (5):

«Славия» : 1925
«Спарта» (Прага) : 1931—1932, 1935—1936, 1937—1938, 1938—1939
- Обладатель Кубка Митропы (1):

«Спарта» (Прага) : 1935